# کرکنیوتون، نورث‌آمبرلند
کرکنیوتون (به انگلیسی: Kirknewton) یک روستا و محله مدنی در بریتانیا است که در نورث‌آمبرلند واقع شده‌است. کرکنیوتون ۱۰۸ نفر جمعیت دارد.